# 馬格島
66°55′S 67°45′W / 66.917°S 67.750°W
馬格島（英語：Mügge Island），是南極洲的島嶼，位於葛拉漢地西岸的盧貝海岸，處於韋爾特曼島西端以北2.8公里的哈努斯灣，根據美國探險隊拍攝的空中照片被繪入地圖，現時由南極條約體系管理。